# Les Monts-Verts
 Les Monts-Verts  es una población y comuna francesa, en la región de Languedoc-Rosellón, departamento de Lozère, en el distrito de Mende y cantón de Saint-Chély-d'Apcher.

## Demografía
| 262 | 200 | 271 | 298 | 301 | 335 | 291 | 262 | 195 | 210 | 214 | 214 | 205 | 202 | 202 | 208 | 221 | 206 | 208 | 223 | 213 | 184 | 196 | 163 | 151 | 142 | 482 | 442 | 392 | 404 | 334 | 335 |
| Para los censos de 1962 a 1999 la población legal corresponde a la población sin duplicidades (Fuente: INSEE [Consultar]) |     |     |     |     |     |     |     |     |     |     |     |     |     |     |     |     |     |     |     |     |     |     |     |     |     |     |     |     |     |     |     |